# Tonna maculosa
Tonna maculosa är en snäckart som först beskrevs av Lewis Weston Dillwyn 1817.  Tonna maculosa ingår i släktet Tonna och familjen tunnsnäckor. Inga underarter finns listade i Catalogue of Life.